# Шилов, Виктор Григорьевич
Виктор Григорьевич Шилов (20 марта 1945, Москва, СССР — 8 января 2021) — советский хоккеист, нападающий, мастер спорта СССР международного класса.

## Биография
Виктор Шилов родился 20 марта 1945 года в Москве. Начинал играть в хоккей в 1956 году в детской команде «Торпедо» (Москва), а в 1957—1960 годах тренировался на Стадионе Юных пионеров. С 1961 года выступал за юношескую команду, а с 1963 года — за команду мастеров «Динамо» (Москва).
За команду «Динамо» (Москва) Виктор Шилов выступал в 1963—1974 годах, забросив 130 шайб в 337 матчах чемпионата СССР (по другим данным, 129 шайб в 336 матчах). За это время в составе своей команды он три раза становился серебряным призёром и пять раз — бронзовым призёром чемпионата СССР. Его партнёрами по тройке нападения в разные годы были Игорь Самочёрнов, Александр Сакеев и Анатолий Мотовилов.
В составе сборной СССР Виктор Шилов сыграл в одном товарищеском матче против команды Чехословакии, который состоялся 24 ноября 1965 года. Кроме этого, в составе сборной команды СССР-II он принимал участие в Международном хоккейном турнире 1967 года в Москве (первом из последующей серии турниров на призы газеты «Известия»), проведя три игры и забросив одну шайбу. В составе сборной СССР-II он стал серебряным призёром этого турнира.
После окончания выступлений за «Динамо» Виктор Шилов несколько сезонов играл за клуб «Водник» (Ванино). Он также работал в Московском городском совете спортивного общества «Динамо».
Скончался 8 января 2021 года.

## Достижения
- Серебряный призёр Московского международного хоккейного турнира (в составе сборной СССР-II) — 1967[5].
- Серебряный призёр чемпионата СССР — 1964, 1971, 1972[1][2].
- Бронзовый призёр чемпионата СССР — 1966, 1967, 1968, 1969, 1974[1][2].
- Финалист Кубка СССР — 1966, 1969, 1970[2].
- Обладатель Кубка Стеклодувов — 1965, 1968, 1969[1].
- Обладатель Кубка Торонто — 1971, 1972[1].